# Davallia capillacea
Davallia capillacea là một loài dương xỉ trong họ Davalliaceae. Loài này được Willd. mô tả khoa học đầu tiên năm 1810.
Danh pháp khoa học của loài này chưa được làm sáng tỏ. 